# Dell 320SLi
El Dell 320SLi/325SLi es un subnotebook lanzado por Dell en 1992 y comercializado a nivel mundial (por publicidad y prensa hay evidencia de su venta en Estados Unidos, Inglaterra, Italia y Japón) que fue retirado en 1993. Se comercializaron dos modelos; los 320SLi venían con un Intel 386SL a 20 MHz y un disco duro de 60, 80 o 120 MB; los  325SLi con la CPU a 25 MHz y disco de 80 o 120 MB. Todos los modelos venían de serie con una unidad de disquete externa HD de 1,44 que se conecta al puerto paralelo, MS-DOS 5.0 y Windows 3.1. El precio variaba en cada país
| Modelo                | Italia        | USA           |
| --------------------- | ------------- | ------------- |
| Dell 320SLi HD 60 MB  | 2.690.000 ITL | 2.119 dólares |
| Dell 320SLi HD 80 MB  | 2.790.000 ITL | 2.319 dólares |
| Dell 320SLi HD 120 MB | 2.990.000 ITL | 2.519 dólares |
| Dell 325SLi HD 80 MB  | 2.990.000 ITL |               |
| Dell 325SLi HD 120 MB | 3.190.000 ITL |               |

Opcionalmente se puede adquirir con un módem PCMCIA 2400 Intel por 249 dólares, ampliaciones de 2, 4 y 8 MB por 149, 299 y 599 dólares, y adaptador de cargador de coche por 129 dólares.
PC Magazine le dedica la portada de su número de 27 de octubre de 1992 junto a su competidor el Gateway 2000 Handboook con esquema comparativo entre el Dell 320SLi, el Dell System 325N como ejemplo de notebook y el HP 95LX como ejemplo de un palmtop

## Detalles Técnicos
- CPU Intel 386SL a 20 o 25 MHz
- RAM : 2 MB (2 MiB) incluidos ampliables a 10 mediante tarjetas propietarias Dell
- Placa madre propietaria
  - Un puerto RS-232 en formato DE-9
  - Puerto paralelo de Impresora DB-25 en el que se conecta la unida de disquete externa
  - Puerto PS/2 para ratón
  - Conector DE-15 VGA no permite visualización dual, hasta 800*600 en 16 colores
- Pantalla integrada de 9,5 pulgadas LCD TSTN[3] reflectiva en formato 4:3 con una resolución VGA de 640*480, 64 tonos de gris y un contraste de 12-1[2] fabricada por Sharp Corporation sin retroiluminación, lo que permite un ahorro de hasta un 75% en consumo[4] El cristal de la pantalla está fusionado directamente con la carcasa de plástico compuesto, eliminando 12 onzas de metal y disminuyendo en varios milímetros el grosor de la tapa.[5]
- Carcasa de 1,2 plg (30,48 milímetros) * 7,7 plg (195,58 milímetros) * 11 plg (279,4 milímetros) y un peso de 3,6 lb (1632,93 gramos) con un teclado de 85 teclas. en el lado derecho interrutor de alimentación, rueda de control del contraste, trampilla de la batería interna y conector de seguridad Kensington. En la parte trasera :
  - Conector de minibarrilete de alimentación DC 19,5 Voltios 
  - Puerto RS-232 en formato DE-9
  - Puerto paralelo de Impresora DB-25
  - Puerto PS/2
  - Conector DE-15 VGA
- Almacenamiento
  - Un disco duro IDE de 60, 80 o 120 MB
  - Disquetera HD externa con una capacidad de 1,44 MB
- Ranuras de ampliación
  - CardBus : tipo II
  - Ranura propietaria de memoria
- Fuente de alimentación externa AC 110/240 V ± 10% ( 50/60 Hz ) autoconmutable. Salida de 19,5 voltios DC

- Batería de níquel-metal hidruro de 2200 mAh y 7,2 voltios con una autonomía de 2 horas 29 minutos sin usar ninguno de sus mecanismos de ahorro de energía[3]

## Retirada de producto
El equipo tenía un fallo en un capacitor que podría, bajo tensión física extrema, causar un sobrecalentamiento del sistema y en algunos casos su explosión. Los usuarios registrados recibieron cartas avisando de la retirada, que se realiza el 15 de octubre de 1993 y afectó a aproximadamente 17,001 ordenadores. Debido a esto la prensa lo calificaba como el Ford Pinto de los notebook (por el éxito obtenido y su tendencia a incendiarse).